# Армас, Крис
Кри́стофер А́рмас (англ. Christopher Armas; 27 августа 1972, Бронкс, Нью-Йорк, США) — американский футболист пуэрто-риканского происхождения, полузащитник, известный по выступлениям за «Чикаго Файр» и сборную США, и футбольный тренер.

## Клубная карьера
Во время обучения в Университете Аделфи в 1990—1993 годах Армас выступал за университетскую футбольную команду «Аделфи Пантерс».
После окончания учёбы Крис в течение двух сезонов защищал цвета клуба «Лонг-Айленд Раф Райдерс».
В марте 1996 года на дополнительном драфте MLS Армас был выбран клубом «Лос-Анджелес Гэлакси» в первом раунде под седьмым номером.
27 января 1998 года Хорхе Кампос и Крис Армас были отправлены в «Чикаго Файр», став частью крупной сделки по обмену с клубом-новичком лиги. Взамен «Лос-Анджелес Гэлакси» вернул Дэнни Пенью и Кевина Хартмана, своих игроков, ранее выбранных на драфте расширения, а также получил игрока, чьё имя было названо позднее. В своём первом сезоне в «Чикаго Файр» Армас помог клубу завоевать Кубок MLS. В 2000 году Крис был признан Футболистом года в США, а также помог «Файр» добраться до финала лиги. В 2002 году Армас получил тяжёлую травму, которая оставила его вне игры на длительный срок, но после возвращения в сезоне 2003 года он продемонстрировал отличную форму и заслужил от MLS звание «Восстановившийся игрок года». В 2003 году он во второй раз помог команде добраться до финала Кубка MLS. В составе «Чикаго Файр» Армас провёл девять сезонов, сыграл 214 матчей и забил восемь мячей. После сезона 2007 года он принял решение завершить карьеру футболиста.

## Международная карьера
В 1993 году Армас выступал за сборную Пуэрто-Рико на Карибском кубке. Эти соревнования не признаны ФИФА, поэтому матчи квалифицировались как товарищеские. 6 ноября 1998 года в товарищеском матче против сборной Австралии Крис дебютировал за сборную США, выйдя на замену после перерыва между таймами вместо Ричи Уильямса. В 2002 году из-за травмы он не смог принять участие в чемпионате мира 2002 года. Армас также принимал участие в матчах отборочного турнира чемпионата мира 2006 года, но в финальный список так и не попал. В составе национальной команды он принимал участие в трёх розыгрышах Золотого кубка КОНКАКАФ — в 2000, 2002 и 2005 годах. В 2002 и 2005 годах он выиграл турнир, сыграв все матчи соревнования.
В 2003 году Крис принял участие в розыгрыше Кубка конфедераций. За сборную Армас сыграл 66 матчей и забил два гола.

## Тренерская карьера
После завершения карьеры игрока Армас остался в «Чикаго Файр» в качестве ассистента главного тренера, но после сезона 2008 покинул клуб.
В июле 2011 года Армас вернулся в свою альма-матер — Университет Аделфи, возглавив женскую футбольную команду университета.
В феврале 2015 года Армас вошёл в тренерский штаб «Нью-Йорк Ред Буллз» в качестве ассистента Джесси Марша. 6 июля 2018 года Армас сменил Марша посту главного тренера клуба. Под его руководством в регулярном чемпионате сезона 2018 клуб финишировал во главе турнирной таблицы, заполучив Supporters’ Shield. После того как «Нью-Йорк Ред Буллз» в Турнире MLS is Back выбыл на групповой стадии и в продолжении сезона 2020 смог выиграть только один из шести матчей, 4 сентября 2020 года Армас был уволен.
13 января 2021 года Армас был назначен главным тренером ФК «Торонто». 4 июля 2021 года, через день после разгрома от «Ди Си Юнайтед» со счётом 1:7, крупнейшего поражения в истории «Торонто» и шестого подряд, он был уволен. К этому времени «Торонто» осел на дне турнирной таблицы MLS, начав сезон 2021 с 1 победы, 8 поражений и 2 ничей.
7 декабря 2021 года Армас был нанят английским «Манчестер Юнайтед» в качестве ассистента временного главного тренера Ральфа Рангника.
25 января 2023 года Армас в качестве ассистента воссоединился с Маршем в «Лидс Юнайтед».
17 ноября 2023 года Армас был назначен главным тренером «Колорадо Рэпидз».

## Достижения
Как игрока
Командные
«Чикаго Файр»
- Чемпион MLS (обладатель Кубка MLS): 1998
- Победитель регулярного чемпионата MLS: 2003
- Обладатель Открытого кубка США: 1998, 2000, 2003, 2006

Сборная США
- Обладатель Золотого кубка КОНКАКАФ: 2002, 2005

Индивидуальные
- Футболист года в США: 2000[31]
- Член символической сборной MLS: 1998, 1999, 2000 2001, 2003
- Участник Матча всех звёзд MLS: 1998, 1999, 2000, 2001, 2003, 2004
- Восстановившийся игрок года MLS: 2003

Как тренера
«Нью-Йорк Ред Буллз»
- Победитель регулярного чемпионата MLS: 2018